# La questione ebraica
La questione ebraica (Die Judenfrage) è un saggio di Bruno Bauer pubblicato nel 1843.

## Contesto storico
Nel XVIII secolo si assistette in Germania ad un ampio dibattito intellettuale intorno alla questione ebraica, vale a dire sull'emancipazione politica degli ebrei. I cittadini francesi di religione ebraica, infatti, avevano ottenuto per primi in Europa l'uguaglianza dei diritti il 28 settembre 1791 con un'apposita legge e, in età napoleonica, con l'occupazione ed il governo francese di gran parte degli Stati tedeschi preunitari, si pose anche in Germania la questione della loro emancipazione.
Nel regno di Westfalia venne promulgato nel gennaio del 1808 un decreto che stabiliva l'assoluta uguaglianza politica degli ebrei. Questa riforma servì successivamente da modello per analoghe iniziative legislative nel Baden e soprattutto in Prussia, dove l'11 marzo 1812 venne pubblicato un editto relativo alle condizioni civili degli ebrei. Con la caduta di Napoleone si assistette tuttavia ad un rallentamento di questo processo: solo gli Stati di Sassonia-Weimar, Assia-Kassel e Württemberg procederanno sulla via dell'emancipazione mentre nella Germania meridionale verrà bloccata e altrove si restaurerà addirittura lo status quo medievale. A partire dagli anni quaranta del secolo gli ideali liberali di emancipazione riacquisteranno però vigore e molte voci si leveranno a reclamare l'uguaglianza dei diritti per gli ebrei di Germania.

## Contenuto
In La questione ebraica e ne La capacità degli ebrei e dei cristiani di oggigiorno di ottenere la libertà, Bruno Bauer, analizzando il caso prussiano, aveva affrontato la critica della coscienza religiosa e del riformismo politico entrando in aperto conflitto con la sinistra hegeliana che, opponendosi al cardine politico della religione di Stato, invocava l'emancipazione politica degli ebrei. Bauer, pur condividendo la critica liberale all'uso politico della religione da parte dello Stato, intende la libertà politica come rinuncia ad ogni particolarismo e muove perciò una critica agli argomenti di quanti, ebrei e non ebrei, sostengono la causa dell'emancipazione sulla base del riconoscimento di un'identità particolare.
Alla domanda di emancipazione da parte degli ebrei tedeschi, Bauer risponde negando la singolarità della loro condizione di oppressi, affermando che nessuno è politicamente emancipato in Germania e che pertanto gli ebrei non devono pensare ad una loro specifica emancipazione ma, in quanto tedeschi, all'emancipazione politica del popolo tedesco. Per Bauer non si tratta dunque di emancipare l'ebreo in quanto tale, ma l'ebreo in quanto cittadino, ebreo o cristiano che sia: condizione necessaria per la piena uguaglianza degli individui è quindi l'emancipazione dai precetti confessionali.
Il ragionamento di Bauer è che uno Stato cristiano, in quanto tale, non può emancipare un ebreo che, in ragione del proprio essere ebreo, non può essere emancipato. L'antagonismo religioso non può essere risolto altrimenti che superando (aufheben) la religione. Ebrei e cristiani devono perciò riconoscere nelle differenze delle rispettive confessioni religiose il senso di un comune progresso spirituale dell'umanità.
Per Bauer la questione ebraica assume quindi una valenza universale, indipendentemente dalla specifica situazione tedesca, e rappresenta il problema del rapporto tra religione e Stato. Le tesi di Bauer, che rimase comunque convinto del loro orientamento progressista, non furono accolte dagli esponenti della sinistra hegeliana ed in particolare da Marx che replicò con un proprio saggio noto in italiano col titolo di Sulla questione ebraica in cui distingue tre tipi di emancipazione: 1) religiosa 2) politica e 3) umana. Bauer aveva preso in considerazione solo i primi due tipi di emancipazione, non considerando quella umana, che era da Bauer identificata con quella politica. Non è pertanto sufficiente secondo Marx uno stato non confessionale (sul modello di quello degli Stati Uniti), in cui sono permesse tutte le confessioni religiose, perché si abbia una reale emancipazione umana: in questo caso infatti si ha solo un'emancipazione politica, ma non umana. Quest'ultima è possibile solo attraverso una nuova visione sociale, che consideri l'uomo reale come soggetto storico, che prenda in considerazione i suoi bisogni concreti.
Secondo Marx pertanto la vera emancipazione dell'uomo si realizza quando l'uomo si emancipa dalla religione in generale e in un'ultima istanza anche dallo Stato.